# Vilemínina stěna
Vilemínina stěna (pol. Ściana Wilhelminy, niem. Wilhelminenwand) – forma skalna na wzniesieniu (422 m n.p.m.) na Wyżynie Dieczyńskiej (czes. Děčínská vrchovina) w północnych Czechach.

## Położenie

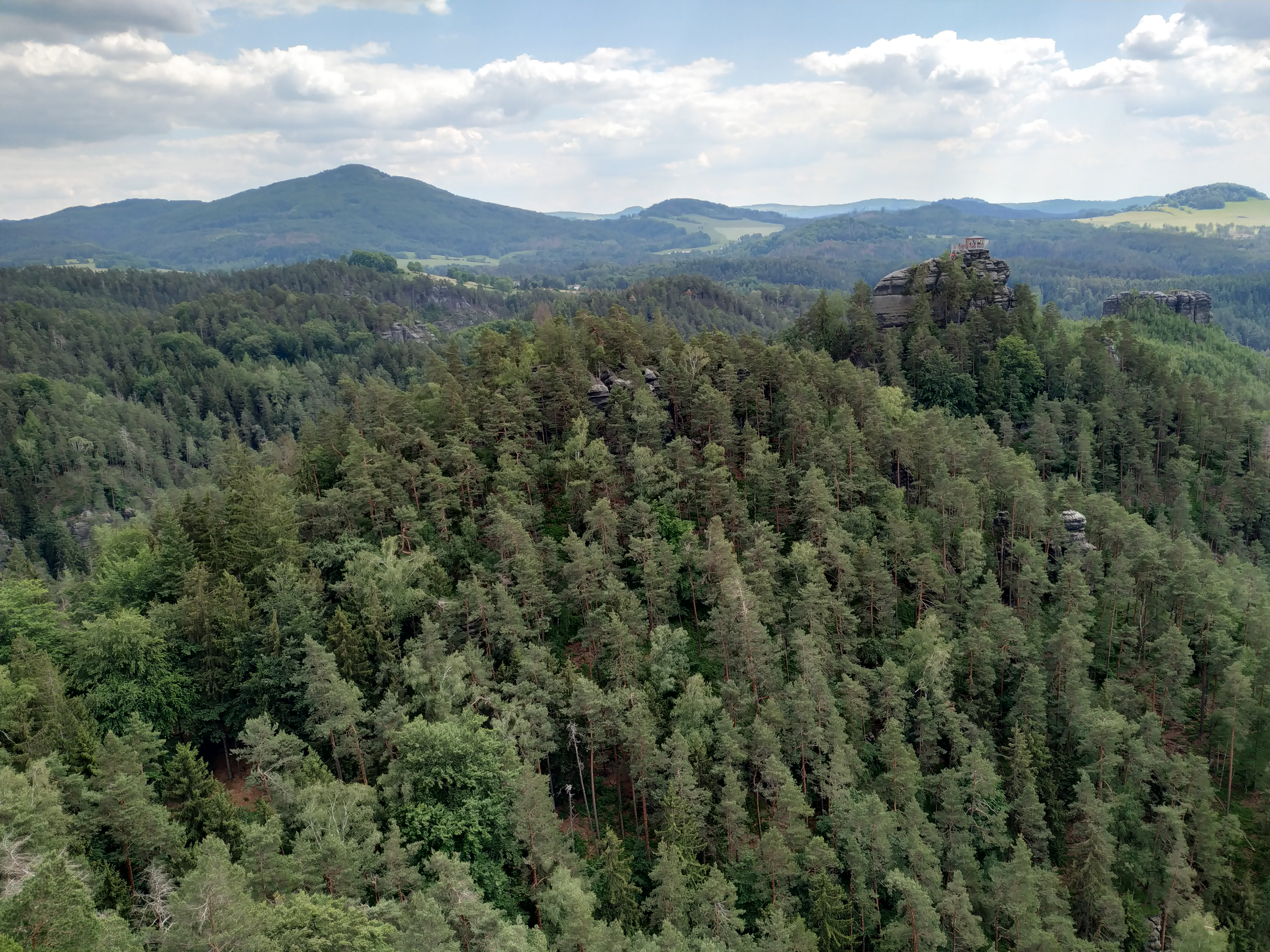
Widok na południe

Skała położona jest w północnych Czechach, na obszarze Parku Narodowego Czeska Szwajcaria, w północno-wschodniej części Wyżyny Dieczyńskiej, około 1,3 km. na północny wschód od centrum miejscowości Jetřichovice w okresie Děčín. Według czeskiego podziału wzniesienie leży na Wyżynie Dieczyńskiej (czes. Děčínská vrchovina), w obrębie Wyżyny Rudawskiej (czes. Krušnohorská hornatina), w Krainie Rudaw (czes. Krušnohorská subprovincie).

## Opis
Forma skalna o wysokości 484 m n.p.m. Skała zbudowana z piaskowca. W najwyżej położonym miejscu na szczycie skały punkt widokowy, z panoramą  na okoliczne wzniesienia oraz skałki i leżącą poniżej turystyczną wieś Jetřichowice. Szczyt udostępniony jest systemem schodów.

## Historia
Początkowo skała mało znana. Z końcem XIX wieku skała stała się bardzo popularna jako atrakcja turystyczna, dzięki rozpropagowaniu turystycznych walorów regionu przez ród Kinských.  Książę Ferdinand Kinský, w drugiej połowie XIX wieku, w celu udostępnienia szczytu  polecił zbudować na wierzchołku skały mała altanę, a jednocześnie skałę, która poprzednio skała nosiła nazwę Černá stěna, nazwał imieniem swojej matki Wilhelminy (stąd Vilemínina stěna). Skała z punktem widokowym została udostępniona turystom w drugiej połowie XIX wieku.

## Ciekawostka
Skała stanowi mini galerię rodu Kinskich – właścicieli tego terenu, nazwy są imionami ich protoplastów.

## Turystyka
Obok skały prowadzi szlak turystyczny
- czerwony - Europejski długodystansowy szlak pieszy E3.